# Маклерой, Уильям
Уи́льям Маклеро́й (англ. William McLeroy, прозвище «Бад» с англ. Bud; род. в 1960 году) — американский морской пехотинец, известный тем, что стал первым ампутантом с одной ногой, участвовавшим в Иракской войне и служившим в пожарной охране.

## Биография

### Молодые годы
Маклерой вырос в Саут-Бэй в Сан-Диего и учился в Средней школе Монтгомери, однако в старших классах он перевёлся на вечернее обучение, чтобы накопить деньги для финансирования своей предстоящей мормонской миссионерской деятельности. После окончания школы Маклерой в течение двух лет был миссионером, а затем поступил на службу в Корпус морской пехоты.

### Военная служба
После шести лет службы в инженерных войсках морской пехоты, в 1987 году Маклерой присоединился к Резерву Армии США, до зачисления на действительную военную службу. После этого, Маклерой находился в Западном Берлине, где стал свидетелем падения Стены. В 1990 году Маклерой вернулся в резерв. Потеряв ногу в 1993 году, Маклерой стал первым военнослужащим-ампутантом без ноги. Во время Иракской войны, в Багдаде, после обстрела двух мирных иракцев, Маклерой помог перетащить их через колючую проволоку под стрельбой, получив ранения живота и спины, после которых ему пришлось пройти хирургическую операцию на спинном мозге. За свои действия Маклерой был рекомендован к представлению к Бронзовой звезде и медали «Пурпурное сердце», однако получил только последнюю награду. В 2012 году Маклерой работал комендантом 80-го учебного командования. В 2014 году он вышел на пенсию по медицинским показаниям после почти 33-летней службы. Торжественная церемония была проведена на корабле-музее USS Midway (CV-41) в Сан-Диего.

### Гражданская карьера
В 1990 году Маклерой начал работать пожарным в Сан-Диего, поступив в Федеральный департамент пожарной охраны. 26 сентября 1993 года, во время прохождения этапа предварительной гонки в Пластер-Сити для Baja 1000, Маклерой вышел из своего автомобиля, чтобы попытаться завести остановившийся двигатель, но его накрыло пылью проезжающих мимо машин, в результате чего его сбил другой гоночный автомобиль, оторвав ему ногу ниже колена. Маклерой был оперативно доставлен в больницу в течение 45 минут, что спасло ему жизнь, и три дня провёл в реанимации, после чего решился на ампутацию. Спустя два месяца он вернулся к работе, а в январе 1994 года получил свой первый протез. Таким образом он стал первым одноногим профессиональным пожарным в США.

### Политические амбиции
В 2009 году Маклерой объявил о намерении баллотироваться в Палату представителей Конгресса от 51-го избирательного округа, против действующего депутата Боба Филнера. Однако не появился на первичном голосовании в июне 2010 года, и не получил место в Центральном комитете Республиканской партии от округа Сан-Диего. В 2010 году Маклерой выдвинул свою кандидатуру в члены правления Юго-Западного колледжа и занял третье место (из четырёх) за пятое кресло. В 2012 году Маклерой снова баллотировался на место члена правления, но получил 41,82 % голосов. В 2014 году Маклерой баллотировался в округ старшей школы Свитуотер-Юнион, заняв второе место среди четырёх кандидатов.